# Daniëlle van de Donk
Daniëlle van de Donk (daːniˈɛlə vɑn də dɔnk; Valkenswaard, 5 agosto 1991) è una calciatrice olandese, centrocampista del London City Lionesses e della nazionale olandese.

## Carriera

### Club
Daniëlle van de Donk si appassiona al gioco del calcio fin da giovanissima, tesserandosi con il sv Valkenswaard, società dell'omonimo centro dove nasce e cresce con i genitori, già all'età di 4 anni e giocando nelle sue formazioni giovanili miste fino al 2006, anno in cui si trasferisce al UNA e dove rimane per due stagioni fino al 2008.
Nell'estate 2008 coglie l'occasione offertale dal Willem II per giocare nella propria formazione femminile iscritta all'Eredivisie, il livello di vertice del campionato olandese femminile di calcio, per la stagione entrante. Con le Tricolores disputa tre stagioni, fino alla decisione da parte della società dello scioglimento della squadra femminile, condividendo con le compagne il raggiungimento del terzo posto nelle prime due. Alla sua prima stagione van de Donk viene impiegata in 18 delle 24 partite di campionato, andando a segno anche in un'occasione, ma in quella successiva è vittima di un grave infortunio al ginocchio, un problema ad un legamento crociato che la obbligò a rimanere lontana per buona parte della stagione dal terreno di gioco, ritornando a giocare nella terza, l'ultima della squadra di Tilburg, conclusa al settimo e penultimo posto del campionato 2010-2011. Con il Willem II van de Donk realizza 5 reti su 47 incontri disputati di campionato.
Nell'estate 2011 trova un accordo con il VVV-Venlo, dove gioca una sola stagione ottenendo il quinto posto in campionato e siglando 8 reti su 18 partite di Eredivisie 2011-2012.

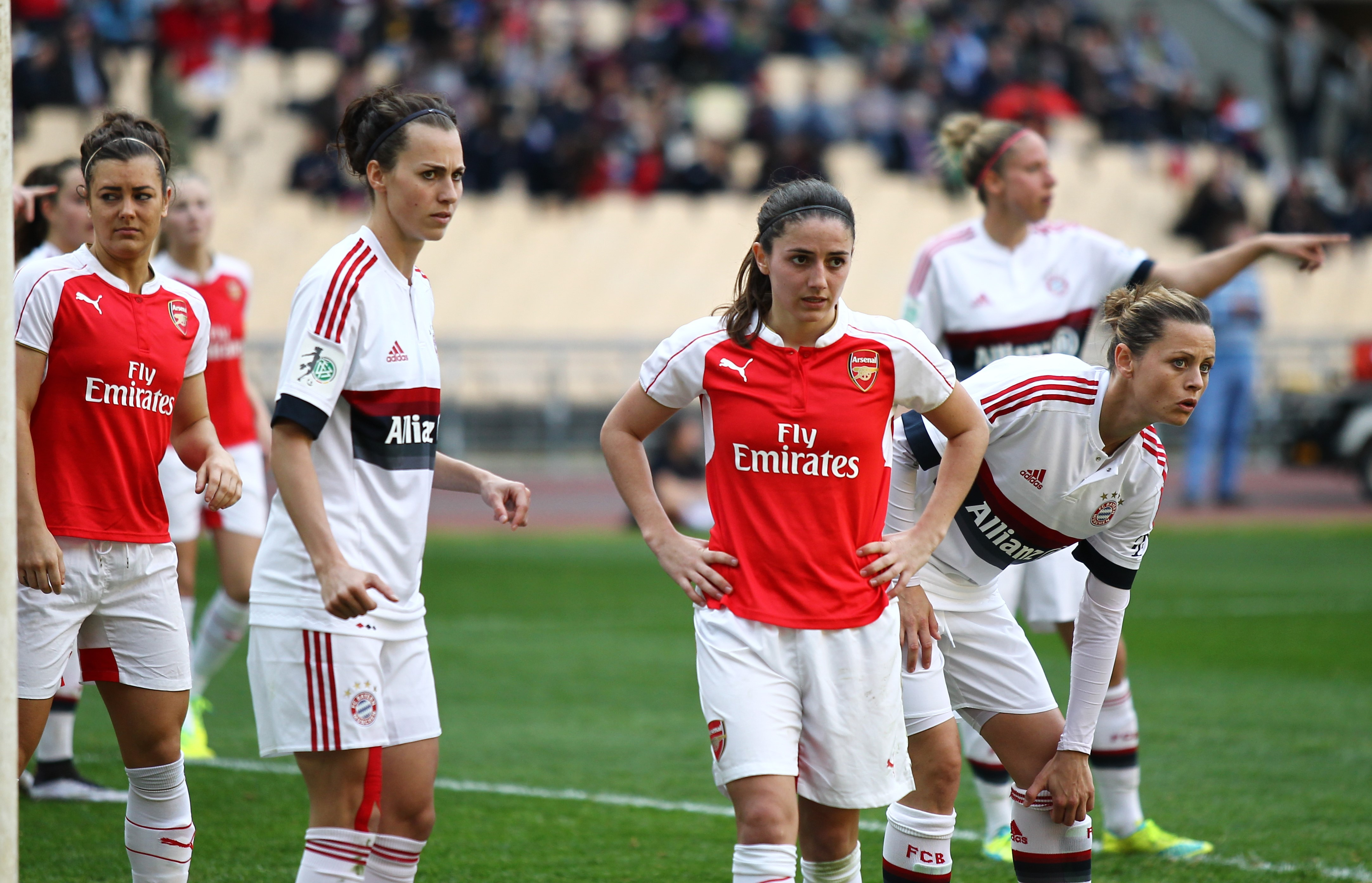
van de Donk (al centro) con la maglia dell'.

Durante il calciomercato estivo 2012 si trasferisce al neofondato PSV/FC Eindhoven, formazione femminile che iscritta alla nuova BeNe League, il campionato congiunto voluto dalle federazioni belga e olandese, per la stagione entrante sostituisce il dimissionario Utrecht rappresentando in un'unica squadra le due principali realtà calcistiche dell'omonimo centro abitato della provincia del Brabante Settentrionale, il PSV e l'Eindhoven. van de Donk rimane per tre stagioni, migliore risultato nella prima con il terzo posto in campionato, lasciando la società al termine della stagione 2014-2015, l'ultima della BeNe League, con un tabellino personale di 53 incontri di campionato disputati e 30 reti realizzate.
Dopo l'eliminazione agli ottavi di finale delle Oranje, dove era aggregata alla squadra impegnata al Mondiale di Canada 2015, il 26 giugno il Kopparbergs/Göteborg annuncia di aver formalizzato con la calciatrice un contratto per giocare la seconda parte della stagione di Damallsvenskan 2015 con i propri colori.
Al termine del campionato, il 20 novembre 2015 lascia il campionato svedese per quello inglese, sottoscrivendo con l'Arsenal un contratto annuale per giocare in FA Women's Super League 1, accordo rinnovato anche per la stagione successiva. la scelta si rivela positiva in quanto alla sua prima stagione condivide con le compagne la conquista della FA Women's Cup 2016, primo trofeo da inserire nella sua personale bacheca.
Nell'estate 2021 dopo sei stagioni consecutive all'Arsenal, van de Donk si è trasferita all'Olympique Lione, andando a giocare per la prima volta nel campionato francese. Vince la sua prima UEFA Women's Champions League al suo primo anno con la squadra francese. 
Lascia dopo quattro stagioni l'Olympique Lione per tornare a giocare nel campionato inglese nella neo promossa London City Lionesses.

### Nazionale
Daniëlle van de Donk viene più volte selezionata dalla Federazione calcistica dei Paesi Bassi (KNVB) per vestire la maglia delle giovanili della nazionale olandese, giocando nelle formazioni dall'under 15, dove debutta nel 2006, per passare alla under 17, con la quale debutta in un incontro ufficiale UEFA il 10 ottobre 2007, in occasione della prima fase di qualificazione all'edizione 2008 del campionato europeo di categoria, dove le orange superano per 3-0 le avversarie pari età della Grecia under 17, e infine all'under 19 dove tra il 2008 e il 2009 gioca sei incontri segnando una rete, uno dei quali valido per tornei UEFA.

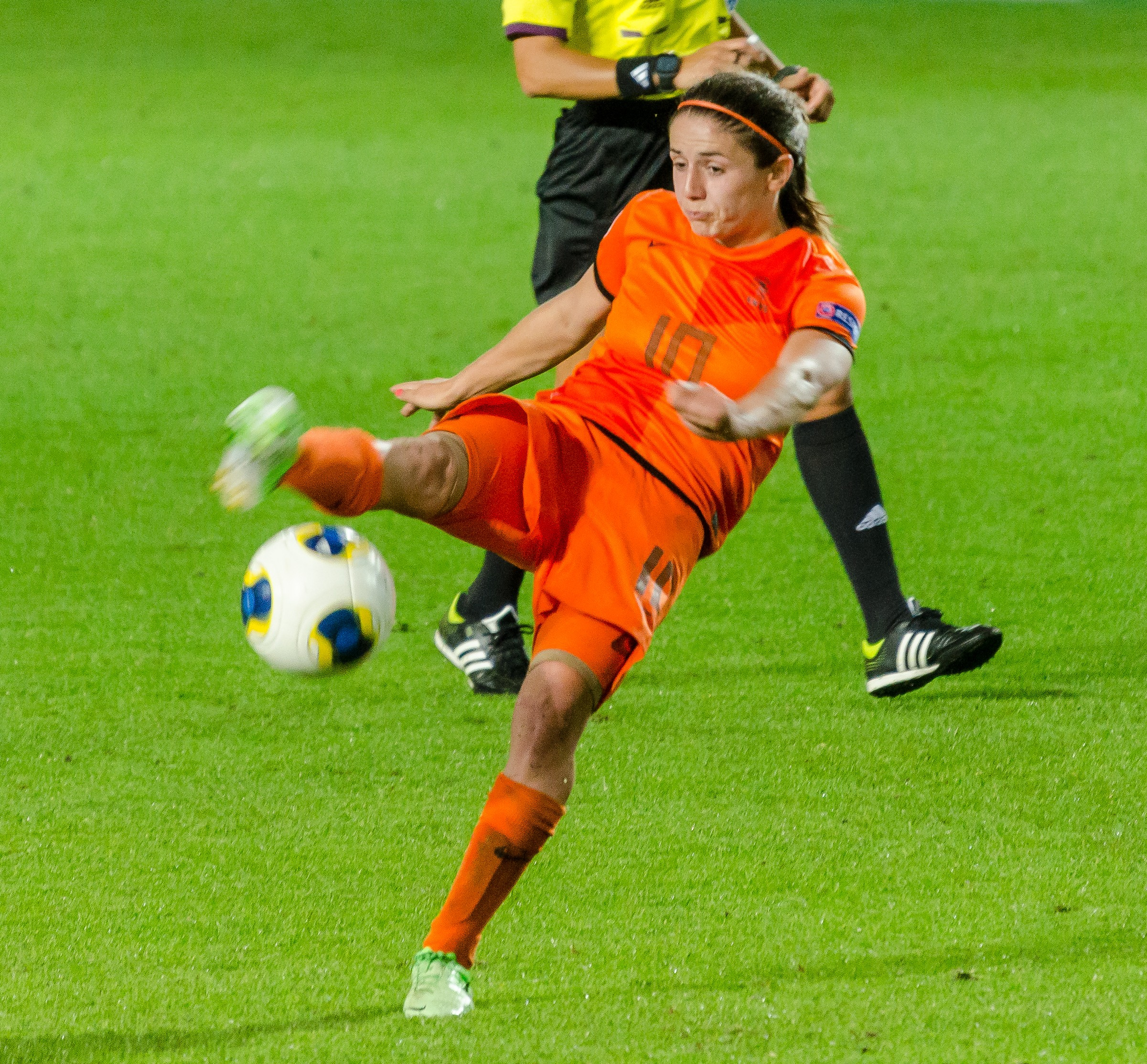
Daniëlle van de Donk con la maglia della nazionale olandese durante il campionato europeo di Svezia 2013.

Nel 2010 viene convocata per la prima volta nella Nazionale maggiore, inserita nella rosa che partecipa all'edizione 2010 dell'allora Torneio Internacional Cidade de São Paulo, dove debutta il 15 dicembre 2010, nella partita vinta per 3-1 con il Messico. Per la prima rete con la maglia della nazionale deve attendere la prima fase di qualificazione al campionato europeo di Svezia 2013.
Nel giugno 2013 il ct Roger Reijners inserisce van de Donk nella lista delle atlete convocate alla fase finale di Svezia 2013. In quell'occasione la squadra, inserita nel gruppo B con Germania, Islanda e Norvegia, dopo aver pareggiato 0-0 con le tedesche non riesce a vincere gli altri due incontri venendo così eliminata dal torneo; Reijners la impiega in tutte le tre partite giocate.
Reijners le rinnova la fiducia anche in occasione del Mondiale di Canada 2015. van de Donk scende in campo in tutte le quattro partite disputate dalle olandesi, le tre del gruppo A, dove incontra Canada (pareggio 1-1), Cina (sconfitta 1-0) e Nuova Zelanda (vittoria 1-0), e dopo essere stata ripescata come tra le migliori terze accedendo agli ottavi di finale e venendo eliminata dalle campionesse in carica e future finaliste del Giappone, incontro vinto dalle asiatiche per 2-1.
Anche il nuovo tecnico Sarina Wiegman, subentrato a Reijners, continua a convocarla e la inserisce nella lista delle atlete che rappresentano i Paesi Bassi nell'Europeo casalingo del 2017.
Nel 2019 prende parte al Campionato mondiale femminile di calcio svoltosi in Francia, classificandosi seconda.

## Palmarès

### Club

#### Competizioni nazionali
- Campionato inglese: 1

Arsenal: 2018-2019
- Campionato francese: 4

Olympique Lione: 2021-2022, 2022-2023, 2023-2024, 2024-2025
- FA Women's Cup: 1

Arsenal: 2015-2016
- Coppa di Francia: 1

Olympique Lione: 2022-2023
- Supercoppa francese: 2

Olympique Lione: 2022, 2023

#### Competizioni internazionali
- UEFA Women's Champions League: 1

Olympique Lione: 2021-2022

### Nazionale
- Campionato europeo femminile di calcio: 1

2017
- Algarve Cup: 1

2018